# E! Entertainment Television
E! Entertainment Television ist ein Fernsehsender von NBC Universal, der sich der Welt des internationalen Showgeschäfts (ShowBiz) Hollywoods widmet. Das Spartenprogramm, das in deutscher, englischer, französischer, italienischer, polnischer und türkischer Sprache sendet, bietet exklusive Star-Interviews, Dokumentationen, Live-Berichterstattung von den großen Ereignissen der Filmbranche sowie ein tägliches deutschsprachiges Newsformat direkt aus Hollywood. 
Der Sitz von E! Entertainment TV International befindet sich in Los Angeles, Kalifornien (USA).

## Programm
Die bekanntesten Shows und Formate des Senders sind E! News, Fashion Police, Keeping Up with the Kardashians und Live from the Red Carpet.

## Geschichte
Der Sender wurde 1987 von Jarl Mohn in den USA gegründet, Sendestart in Deutschland war am 2. Dezember 2002. Zunächst wurde täglich nur ein sechsstündiges Programm gesendet. Seit dem 3. Januar 2003 sendet der Kanal 24 Stunden lang, und seit September 2008 werden alle Sendungen, die in Deutschland ausgestrahlt werden, komplett synchronisiert. Alexander von Roon produziert, Melinda Cohen und Sabrina Alashi moderieren. Am Start war Kathrin Rein mit dabei.
Im Oktober 2011 wurde die deutschsprachige Ausgabe des Senders einem Relaunch unterzogen. Statt wie bisher synchronisierte Magazine aus und über die USA zu zeigen, werden künftig auch Eigenproduktionen mit dem Schwerpunkt deutschstämmige Stars, Preisverleihungen und Veranstaltungen in Deutschland ausgestrahlt. Der deutsche Ableger wurde zum 1. Januar 2023 eingestellt.

## Empfang
E! Entertainment Television ist digital über Kabel im Rahmen der Programmbouquets von Vodafone Kabel Deutschland, PŸUR, Unitymedia, Telekom Entertain und Vodafone, HD Austria, Swisscom tv2.0 Upc cablecom Quickline zu empfangen. Auch bei den Kabelnetzbetreibern, die das Kabelkiosk-Paket empfangen, ist dieser Sender verfügbar. Außerdem ist der Sender als Amazon Channel bei Amazon Video empfangbar.
Ab 30. April 2013 wurde eine HD-Version des Senders über Satellit auf der Plattform von Sky Deutschland ausgestrahlt., die am 31. Dezember 2022 eingestellt wurde. Empfangbar auch bei Telekom Entertain, UPC Schweiz, Swisscom tv2.0.